# Akira Kanayama
Akira Kanayama (japanisch 金山 明 Kanayama Akira; 1924 – 2006) war ein japanischer Künstler, der für seine experimentellen und innovativen Arbeiten im Rahmen der Gutai Art Association bekannt ist, einer der einflussreichsten Kunstbewegungen Japans nach dem Zweiten Weltkrieg. Gegründet 1954 von Jirō Yoshihara, strebte Gutai nach der Schaffung völlig neuer Kunstformen, die das Material respektieren und „zum Leben erwecken“ sollten. Die Bewegung war eine Antwort auf die traditionelle Kunst und suchte internationale Anerkennung, insbesondere durch Einflüsse des europäischen Informel und des amerikanischen Abstrakten Expressionismus.

## Werke
Akira Kanayamas Werke zeichnen sich durch den Einsatz mechanischer Verfahren und experimenteller Materialien aus. Anstatt die Persönlichkeit des Künstlers direkt durch expressive Gesten auszudrücken, konzentrierte er sich auf die Interaktion von Material, Raum und Zeit. Zu seinen bemerkenswerten Arbeiten gehören der Einsatz einer selbstgebauten automatischen Zeichenmaschine, mit der er Linienbilder erzeugte, sowie Installationen wie ein riesiger Vinylballon, der fast bis zur Decke einer Galerie reichte.
Eine weitere Arbeit, Footprints, bestand aus einer 100 Meter langen Vinylbahn, auf der Schuhabdrücke als Muster aufgetragen waren. Seine Arbeit Alarm integrierte eine reale Bahnschranke, die mit Licht und Ton die Aufmerksamkeit des Betrachters auf den umgebenden Raum lenkte. Diese Arbeiten verlagerten den Fokus von der subjektiven Intention des Künstlers hin zu einer Betrachtung physikalischer Phänomene und der Wirkung von Raum und Material.

## Gutai
Akira Kanayama war ein führendes Mitglied der Gutai-Gruppe, trennte sich jedoch 1965 aufgrund künstlerischer und persönlicher Differenzen von Jirō Yoshihara, dem Gründer der Bewegung. Sein Ansatz, der sich auf die Interaktion von Materialien konzentrierte, stand im Gegensatz zu Yoshiharas Kunstauffassung, die den Gegensatz zwischen Geist und Materie betonte. Kanayamas Lebensgefährtin, die Künstlerin Atsuko Tanaka, die durch ihr Werk Electric Dress berühmt wurde, beeinflusste und unterstützte ihn stark. Auch ihr Werk gilt als untrennbar mit Kanayamas künstlerischen Ideen verbunden.
Kanayama wird oft als eigenständiger Künstler innerhalb von Gutai bezeichnet. Seine experimentelle Herangehensweise und sein Bruch mit traditionellen Vorstellungen beeinflussten die Entwicklung der modernen japanischen Kunst. Sein Werk ist heute ein wichtiger Bestandteil der internationalen Rezeption der Gutai-Bewegung, die als Wegbereiter der Performance- und Installationskunst gilt.